# Velingrad
Velingrad er en by i det sydlige Bulgarien, med et indbyggertal (pr. 2005) på cirka 27.000. Byen ligger i Pazardsjik-provinsen, og er et populært kursted i Bulgarien.
42°01′N 24°00′Ø / 42.017°N 24.000°Ø
- Wikimedia Commons har flere filer relateret til Velingrad